# Tobias Steinhauser
Tobias Steinhauser (Lindenberg im Allgäu, 27 januari 1972) is een voormalig Duits wielrenner.

## Carrière
Tobias Steinhauser was redelijk succesvol als amateur en kreeg in 1996 een contract bij een klein Italiaans team. Hier bleef hij twee jaar rijden en won hij onder meer drie etappes in de Ronde van Saksen van 1997. Vervolgens reed hij voor het Spaanse Vitalicio Seguros en het Italiaanse Mapei, om uiteindelijk in 2000 bij Team Gerolsteiner terecht te komen. Hier bloeide Steinhauser op, boekte vier overwinningen (waaronder in de Ronde van Hessen) en werd verrassend vijfde bij het wereldkampioenschap op de weg. Steinhauser reed nog twee jaren voor Gerolsteiner, waarin hij onder andere negende werd in Parijs-Nice en derde in de Ronde van Duitsland. In 2002 won hij een tijdrit, zijn specialiteit, in de Ronde van Zwitserland. Na een mislukt avontuur bij Team Bianchi kwam hij uiteindelijk terecht bij T-Mobile Team, waar hij in 2005 zijn carrière beëindigde. In zijn laatste twee seizoenen was hij voornamelijk actief als knecht van zijn vriend Jan Ullrich. Tussen 2006 en 2018 was Ullrich getrouwd met zijn zus, Sara Steinhauser.

## Belangrijkste overwinningen
1994
- Eindklassement Ronde van Slovenië

1997
- 1e etappe Ronde van Saksen
- 3e etappe Ronde van Saksen
- 5e etappe deel A Ronde van Saksen

2000
- Eindklassement Ronde van Hessen
- Ronde van het Maggioremeer

2002
- 9e etappe Ronde van Zwitserland

## Resultaten in voornaamste wedstrijden
| Jaar | Ronde van Italië | Ronde van Frankrijk | Ronde van Spanje |
| ---- | ---------------- | ------------------- | ---------------- |
| 1996 |                  | 113e                |                  |
| 1997 | opgave           |                     |                  |
| 1998 |                  |                     |                  |
| 1999 |                  |                     |                  |
| 2000 |                  |                     |                  |
| 2003 |                  | opgave              |                  |
| 2005 |                  | 81e                 |                  |

| Jaar | Amstel Gold Race | Luik-Bast.‑Luik |  | WK op de weg |
| ---- | ---------------- | --------------- |  | ------------ |
| 1996 |                  |                 |  |              |
| 1997 |                  | 110e            |  |              |
| 1998 |                  | 35e             |  |              |
| 1999 | 69e              |                 |  |              |
| 2000 |                  |                 |  | 5e           |
| 2003 |                  |                 |  |              |
| 2005 |                  |                 |  |              |